# ويلفريد هاوكر
ويلفريد هاوكر هو عسكري وسياسي سورينامي، ولد في 1955 في سورينام، وتوفي في 13 مارس 1982 في باراماريبو في سورينام.